# Cristina García Rodero
Cristina García Rodero (14 d'octubre de 1949, Puertollano, Ciudad Real) és una fotoperiodista espanyola. Ha realitzat diversos treballs centrant-se en temes com l'antropologia i les festes tradicionals. També ha col·laborat amb l'Agència Magnum de fotografia.

## Estudis i treballs
Llicenciada en Belles Arts per la Universitat Complutense de Madrid, comença la seva carrera docent el 1974 fent classe de dibuix a l'Escola d'Arts i Oficis de Madrid. El 1983 comença a fer classes de fotografia a la Facultat de Belles Arts de la Universitat d'Alcalá de Henares de Madrid, activitat que realitza fins al 2007. Ha compatibilitzat la seva feina docent amb la creació fotogràfica i la col·laboració en diverses publicacions periòdiques espanyoles i estrangeres. Entre elles es troben: El Mundo, El País Semanal, La Vanguardia, Libération, Le Monde, Le Fígaro Magazine, Frankfurter Allgemeine Magazín, Il Corriere della Sera, Geo, Marie Claire, Foto Magazín, Photo Technik International, Aktuell Fotografie, Vogue, Photo, Life Magazine, Los Angeles Times, ... Ha estat la primera espanyola que ha entrat a treballar amb l'agència fotoperiodística  Magnum.

## Trajectòria artística
Les seves primeres obres apareixen als concursos universitaris a la fi dels anys seixanta. El 1973 es planteja la tasca de fotografiar costums i festes per tot Espanya, per al que rep una beca. Posteriorment ha realitzat reportatges sobre tradicions a diferents països. La seva obra fotogràfica es podria emmarcar al reportatge, encara que des d'un punt de vista molt personal.
La seva obra es troba a diverses col·leccions permanents:
- A Espanya: Museu Nacional Centre d'Art Reina Sofia, Madrid; Institut Valencià d'Art Modern (IVAM), València; Museu de les Peregrinacions, Santiago de Compostel·la; MUSAC, Lleó; Fundació Banesto, Madrid.
- Als Estats Units: Museum of Fine Arts, Houston; Seattle Art Museum, Washington; Getty Center for the History of Art and the Humanities, Santa Monica, Califòrnia; J. Paul Getty Museum, Santa Monica, Califòrnia; W. Eugene Smith Memorial Fund. International Center of Photography, Nova York; George Eastman House, Rochester, Nova York; Center for Creative Photography, Tucson; Meadows Museum, Dallas
- Altres ciutats: Maison Européene de la Photographie, Lausana; Foundation Select, Lausana; Museo de Bellas Artes, Caracas; Centre Portuguès de la Fotografia, Oporto; Collection de l'Imagerie, Tregor, França

## Exposicions rellevants
Ha realitzat nombroses exposicions de la seva obra, tant individuals com col·lectives a diferents països. La seva primera exposició individual la va realitzar a Mèxic amb el títol de Fiestas Tradicionales en España. La seva exposició titulada España oculta ha recorregut múltiples espais: Museu d'Art Contemporani a Madrid, Rencontres d'Arles, Carcassona i Braga, Fotofest'90 a Houston, Photographers' Gallery a Londres, Diaframma a Milà, Photokina de Colònia, Colònia (Alemanya), Zentrum fur Audiovisuelle a Stuttgart, Münchner Stadtmuseum a Múnic, Museu Álvarez Bravo d'Oaxaca, Museu de Belles Arts de Caracas, Médiathèque Centre Jean Renoir a Dieppe, CaixaForum Tarragona
Altres exposicions han tingut per títol: Pratiques Religieuses en Pays Mèditerranéens, Old World, New World, Europa: Fiestas y Ritos, Eye of Spain, Grabarka. El Monte de las 6.000 cruces. Una peregrinación ortodoxa en Polonia, Cristina García Rodero. Historia de una pasión, Lo Festivo y lo Sagrado, Aquaria, però el seu últim projecte de treball és Entre el cielo y la tierra que pretén que sigui un testimoni gràfic de la vida a través dels festivals de música, erotisme i sexe.
A les seves exposicions col·lectives ha representat la fotografia espanyola, així la seva primera exposició el 1985 tenia per títol: Contemporary Spanish Photography i es va realitzar a Albuquerque; o Photographen Aus Spanien a Essen; After Franco a Marcuse Pfeiffer Gallery de Nova York; Cuatro Direcciones de la Fotografía Contemporánea Española en Madrid; Chefs d'Oeuvre de la Photographie, les Années 70 a Lausana; Géneros y tendencias en los albores del siglo XXI a Alcobendas; De la Rebelión a la Utopía (Fotografía de los años 60-70) a Barcelona; Visión mediterránea. 12 fotógrafos y el Mediterráneo español a Múrcia;
És una representant de les fotògrafes espanyoles, participant en diverses exposicions: Artistas Españolas en Europa en Waino Aalronem Museum de Finlandia, París i Nova York; Femmes photographes a París.
L'any 2013 va fer la seva primera gran exposició als Estats Units, on va dur Rituales en Haití al MDC Museum of Art + Design de Miami.

## Premis i reconeixements
- 1985 - Premi Planeta de Fotografia.
- 1989 - Premi al Millor Llibre de Fotografia[8] als XXX Recontres Internationals de la Photographie d'Arlés, França.
- 1989 - Premi Eugene Smith de Fotografia Humanista, Nova York.[9]
- 1990 - Premi Dr. Erich Salomon, Deutsche Gesellschaft für Photographie, Colònia.
- 1993 - Primer premi World Press Photo a la categoria d'Art.[10]
- 1996 - Premi Nacional de Fotografia del Ministeri de Cultura, Madrid.
- 1997 - Premi FotoGranPrix, Barcelona.
- 1997 - Segon premi FotoPres'97, Fundació La Caixa, Barcelona.
- 2000 - Premi PHotoEspaña, Millor trajectòria professional espanyola en fotografia.
- 2001 - Premi Godó de Fotoperiodisme 2000, Fundació Conde de Barcelona.
- 2005 - Medalla d'Or al Mèrit en les Belles Arts.
- 2005 - Premi de Cultura de la Comunitat de Madrid.[11]
- 2007 - Premi Alfonso Sánchez García de Periodisme Gràfic, Associació de Periodistes Gràfics Europeus, Madrid.[12]
- 2010 - Premio Nacional de Fotografía Piedad Isla, de la Diputació de Palència[13]
- 2011 - Premio Internacional de Fotografía Ciudad de Alcobendas. Segona edició.
- 2019 - Ingrés en la Real Academia Galega de Belas Artes[14]

## Llibres publicats
- García Rodero, C.: España oculta, Ed. Lunwerg S.L., Barcelona, 1989, 1998 ISBN 84-7782-779-6
- García Rodero, C.: Grabarka, o monte das 600 cruces : unha peregrinación ortodoxa en Polonia, Ed. Xunta de Galicia, Santiago de Compostela, 2000 ISBN 84-453-2846-8
- García Rodero, C.: Lo Festivo y lo Sagrado, Ed. Consejería de Cultura de la Comunidad de Madrid, Madrid, 2001
- García Rodero, C.: Cristina García Rodero, Ed. La Fábrica, Madrid, 2004 ISBN 84-95471-92-2
- García Rodero, C.: A peregrinación a Santiago en Haití, Ed. Xunta de Galicia, Santiago de Compostela, 2004 ISBN 84-453-3832-3
- García Rodero, C.: Benicàssim. El Festival, Ed. ACTAR, Barcelona, 2007 ISBN 978-84-96954-27-4
- García Rodero, C.: Trastempo, Ed. La Fábrica, Madrid, 2010 ISBN 978-84-453-4956-4